# Aurelio Scetti
Aurelio Scetti (Firenze, prima metà XVI secolo – post 1577) è stato un musicista e scrittore italiano.
Fu autore di un diario in cui ha descritto la sua vita come forzato sulle galee tra il 1565 e il 1577, in un manoscritto conservato alla Biblioteca Marciana di Venezia rimasto a lungo inedito. Si tratta di un documento storico che descrive la vita a bordo delle galee granducali  impegnate nella guerra di corsa contro i pirati barbareschi. La descrizione dei fatti bellici comprende la battaglia di Lepanto a cui Scetti partecipò a bordo sulla galea San Giovanni.
Scetti, musicista di poca fama, era stato condannato a morte nell'agosto del 1565 per l'omicidio della moglie nella loro casa di Arezzo. Quando era già sul patibolo la pena fu commutata nell'ergastolo come rematore sulle galee. Menomato in quanto zoppo dopo una racambolesca fuga dal luogo del delitto, fu utilizzato come scrivano di bordo. Dopo dodici anni trascorsi sulle galere dell'Ordine di Santo Stefano, scrisse il memoriale come supplica al Granduca per ottenere la grazia, ma non abbiamo sue notizie certe successive.